# 捷豹XE

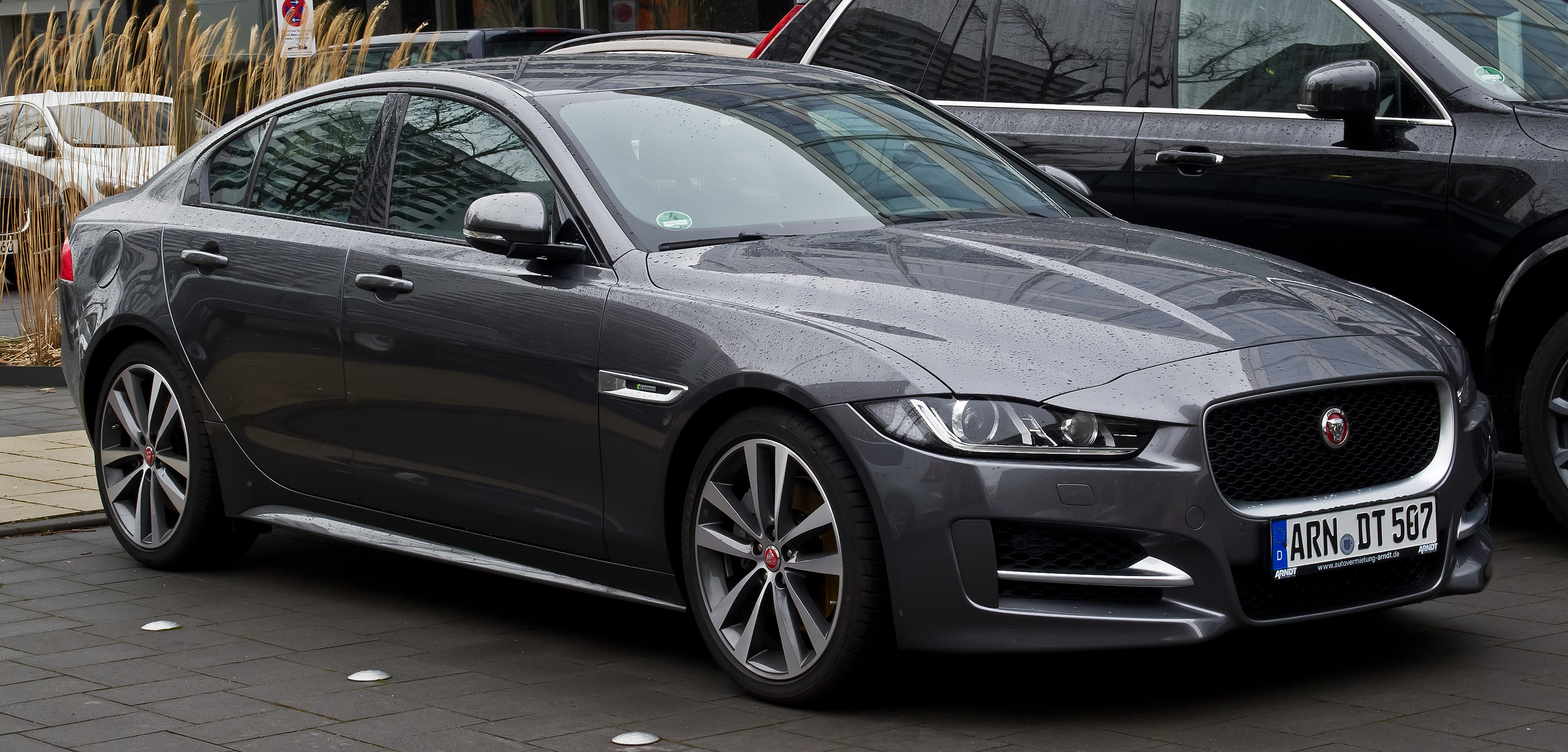

捷豹XE（Jaguar XE），是由捷豹於2015年4月13日起銷售的豪華轎車。

## 概要
首於2014年9月8日在英國發布。同年10月舉行的巴黎沙龍上首次亮相。
由於商業上的失敗，當時福特汽車的母公司有機會將股票出售給塔塔，但元素方面仍出現無數挫折，故交由捷豹路虎自行開發。

## 機制
通過採用C-X17為概念車提出的新開發的鋁結構，可實現高扭轉剛性、輕量化和高安全性。鋁的使用比例為全身的75％以上，XF比率的剛性提高20％。
懸架與捷豹XF的雙橫臂懸架相同，但不是XF多連桿型，而是確定車輪的定位採用新的積分鏈接公式。
動力單元已採用2.0升系列V型6缸增壓器和路虎攬勝Evek等已採用XF除2種“渦輪增壓器”外，新開發的2.0升直列4缸渦輪柴油名為“INGENIUM（銦）”有兩種類型（前者為200PS和240PS，後者為160PS和180PS），具體取決於2.0升汽油和2.0升柴油的輸出特性差異。

## 外部連結
- 捷豹XE網站 （页面存档备份，存于）